# Racisation
Ne doit pas être confondu avec Racialisme.
En sciences sociales, la racisation est le processus par lequel des personnes ou des groupes sont assignées à une catégorie raciale. Il s'agit de construction sociale, produit du racisme scientifique, la notion de race humaine n'ayant aucun fondement biologique.

## «Racialisation»et«racisation»
Au XIXe siècle, les francophones utilisent les deux termes, « racialisation » et « racisation », quelquefois avec des nuances de sens. Dans tous les cas, il s'agit de la construction de la race comme catégorie sociale, et des processus d'assignation et de domination associés,.
La disqualification du racisme scientifique n'a pas signifié la fin du racisme. Si les « races » humaines n'existent pas, le racisme et ses discriminations fondées sur une double logique d'hostilité et de domination est bien réel. Colette Guillaumin écrit : 

« Non, la race n’existe pas. Si, la race existe.
 Non certes, elle n’est pas ce qu’on dit qu’elle est, mais elle est néanmoins la plus tangible, réelle, brutale, des réalités »

— Colette Guillaumin

### Racialisation
Le terme « racialisation » apparaît dans le vocabulaire anglais à la fin du XIXe siècle sous la forme de son contraire — déracialisation —, utilisé principalement pour déplorer le métissage. Ce terme « racialisation », utilisé aujourd'hui dans le monde anglophone, apparait dans l'ouvrage Les Damnés de la terre (1961) de Frantz Fanon, qui est le premier à dénaturaliser le sens de la « race »:

« Le nègre, qui n’a jamais été aussi nègre que depuis qu’il est dominé par le Blanc, quand il décide de faire preuve de culture, s’aperçoit que l’histoire lui impose un terrain précis et qu’il lui faut manifester une culture nègre. Et il est bien vrai que les grands responsables de cette racialisation de la pensée sont les Européens qui n’ont cessé d’opposer la culture blanche aux autres incultures. »

— Frantz Fanon
Ces catégories sociales sont susceptibles d'évoluer. Ainsi, aux États-Unis, les immigrés irlandais ont d’abord été victimes de racisme, et donc racisés, puis progressivement incorporés au groupe dominant : ils sont donc « devenus blancs »,.
La « racialisation » a été définie de diverses manières : comme le processus qui conduit à la formation de groupes raciaux,, puis comme l'assignation d'un groupe social à une catégorie raciale (Racial formation theory (en)), ou bien comme le processus de formation de frontières entre des groupes construits comme racialement différents.

### Racisation
Le mot « racisation » apparaît dans l'ouvrage L'idéologie raciste (1972) de la sociologue Colette Guillaumin,,. Elle développe une conception relationnelle du racisme en insistant sur l'existence de rapports de domination. Pour elle la « racisation » désigne l'assignation à un statut minoritaire : les individus du groupe majoritaire et dominant « racisent » lorsqu'ils nomment et catégorisent. En effet, selon Colette Guillaumin, la construction sociale qu'est le racisme est essentiellement le fait des groupes majoritaires, qui tendent à nier l'individualité de ceux qui appartiennent aux groupes minoritaires. La race « est justement ce qui permet au majoritaire de s'auto-identifier et d'affirmer sa permanence ». Les catégories raciales ont été créées de manière à justifier diverses formes d'exploitation et de discrimination envers des groupes perçus comme différents du groupe dominant au sein d'une société donnée. 
Dans le processus de racisation, l'individu est racisé lorsqu'il est perçu comme appartenant à un groupe altérisé, celui-ci étant alors considéré comme homogène,. 
Véronique de Rudder insiste aussi sur l'idée que c'est le raciste qui a inventé la race, et non la race qui a servi de prétexte au racisme, en écho à Jean-Paul Sartre qui affirme que « c’est l’antisémite qui fait le Juif », et Franz Fanon qui écrit que « c’est le Blanc qui crée le nègre ». Elle observe dans l'évolution du vocabulaire de la langue française une prégnance de plus en plus forte de la réduction de l'autre à son identité ethnique, puis raciale : elle estime que le slogan « black-blanc-beur » — malgré l'optimisme et l'euphorie qu'il exprimait à l'origine — illustre à sa manière ce phénomène, par lequel l'identité ethnique est réduite à une simple couleur. Elle voit dans ce processus le passage d'une ethnicisation à une racisation, ce qui ouvre la voie à un racisme basé sur la couleur de la peau humaine.
Pour certains auteurs français les termes « racialisation » et « racisation » sont utilisés indifféremment. Au contraire, Christian Poiret définit la « racialisation » comme la « face mentale du racisme » (le processus de définition de la situation), et le deuxième comme sa « face matérielle » (les pratiques qui en résultent),.
Le mot « racisé » entre en 2018 dans le Robert, qui lui donne la définition suivante: « personne touchée par le racisme, la discrimination ».

## Médias
Le processus de racisation peut être alimenté par les médias, dans la mesure où ceux-ci contribuent à la diffusion de stéréotypes et influencent ainsi l’opinion publique, ou du moins l'opinion de certains groupes culturels. Ces opinions et stéréotypes peuvent devenir institutionnalisés, débouchant sur une forme de « racisme systémique ». Par exemple, le sociologue Marcello Maneri s'emploie à montrer comment le discours médiatique italien essentialiserait l'immigré et renforcerait l’idée d’une « urgence sécuritaire » en publiant à intervalles réguliers des sondages sur le sentiment d’insécurité des Italiens. Il note aussi que le traitement médiatique de certains faits divers déclencherait des paniques morales qui auraient des effets bien concrets sur la criminalisation des étrangers comme le renforcement des activités policières visant à contrôler le territoire et une production législative qu'il juge « gravement discriminatoire vis-à-vis des étrangers ».

## Utilisation politique du terme«racisé»et controverses (France)
Dans les années 2010, le mot « racisé » a fait son apparition, utilisé comme adjectif ou comme substantif, dans le vocabulaire de divers groupes politiques français, pour désigner les personnes victimes de « racisme systémique »,,.

### Atteinte à l'idéal universaliste français
La journaliste Louise Tourret souligne que ce concept est utilisé par des militants pour désigner simplement les non-blancs dans leur ensemble. Critiquant le terme, elle lui reproche notamment de ne pas prendre en compte le métissage et juge que le concept de personne « racisée » est à la fois mal défini et trop focalisé sur la couleur de peau, négligeant le fait que « le malheur, c’est essentiellement de naître pauvre et de vivre dans un quartier victime de ségrégation, pas avec certaines caractéristiques physiques ».
En octobre 2017, Anne Rosencher (de L'Express) range l'expression « racisé » dans la même catégorie que « « inclusif » (qui garantit que personne ne soit exclu par la norme dominante), « intersectionnel » (au croisement de plusieurs luttes), « cisgenre » (dont le genre ressenti correspond à celui de sa naissance)… », et considère que ces termes « consacrent une nouvelle façon de voir la société comme un catalogue de minorités. Une sorte de saucissonnage identitaire, qui met à la question l'idéal républicain, lequel consiste au contraire à considérer le citoyen comme « l'homme sans étiquette », selon la formule de Régis Debray ». L'écrivaine d'origine iranienne Abnousse Shalmani, qui y voit une atteinte à l'universalisme, souligne : « Avant, on ne me demandait jamais ce que je pensais de telle ou telle chose en tant que 'femme racisée'. Aujourd'hui, la participation au débat de la cité est livrée avec test ADN. Votre genre, votre sexualité, votre religion et votre couleur de peau définissent si vous êtes ou non une minorité souffrante ayant voix au chapitre ».

### Racisation vs. stigmatisation
Stéphane Beaud et Gérard Noiriel regrettent que le terme racialisation s'impose au détriment de celui de stigmatisation, qui, selon eux, ne s'inscrit pas dans « une logique identitaire visant à enfermer les individus dans des catégories »,,,.

### Non-mixité
Fin 2017, le terme a été médiatisé en France, notamment du fait de son emploi dans des ateliers organisés en « non-mixité » — réservés aux personnes non blanches — par SUD Éducation, et qui dénonçaient un « racisme d'État » en France. Dans le cadre de la polémique autour de ces ateliers, le ministre de l'Éducation nationale Jean-Michel Blanquer classe le terme racisé parmi « les mots les plus épouvantables du vocabulaire politique », qui « véhiculent un racisme »; sa plainte en diffamation est classée sans suite. La LICRA juge que le mot est une « résurgence raciste qui vise à assigner à des groupes une identité victimaire ». Libération publie peu après une tribune d'une « militante féministe et antiraciste » défendant le terme racisé ainsi que d'autres concepts condamnés par le ministre, car ils seraient des « outils intellectuels et politiques nécessaires à la lutte contre le racisme » ; Le Figaro répond en publiant une tribune de Naëm Bestandji, « militant laïc et féministe », qui voit dans ce vocabulaire un symptôme de « l'invasion des thèses néoracistes, véhiculées par les Indigènes de la République, dans les universités françaises et défendues dans les colonnes de Libération ».

### Novlangue
Sarah-Jane Fouda, dans une chronique pour Le Monde, classe le substantif « racisé » comme un élément de la « novlangue » du discours antiraciste, masquant la pluralité des trajectoires personnelles : « À l’origine, un concept sociologique, utile à l’étude du racisme structurel mais qui, une fois entré dans la novlangue ordinaire, brille de sa nouvelle indigence. Des « personnes racisées » aux « racisés », la novlangue substantive le lexique universitaire, essentialisant par là même le mot qui devait non seulement éviter ce piège mais rendre dicible la réalité sociale du racisme. De fait, dans sa nouvelle acception, le mot ne renvoie plus au processus de racisation mais réduit la personne à une identité fixe, à « l’être racisé.e ». Autrement dit, on ne se fait pas raciser, on est un ou une racisé.e ».